# Katastrofa lotu UTA 772
Katastrofa lotu UTA 772 – katastrofa lotnicza samolotu McDonnell Douglas DC-10-30 należącego do linii UTA, do której doszło 19 września 1989 roku w Ténéré w Nigrze. W wyniku eksplozji na pokładzie zginęło 170 osób (156 pasażerów i 14 członków załogi), wszystkie osoby, które znajdowały się na pokładzie.
Jest to najtragiczniejsza katastrofa lotnicza w Nigrze.  

## Wypadek
Samolot McDonnell Douglas DC-10-30 wystartował z lotniska w Ndżamenie o 13:13, a 46 minut później, na wysokości przelotowej 35 100 stóp (10 700 m), bomba-walizka eksplodowała w luku bagażowym, co spowodowało rozpad samolotu nad Saharą.

## Ofiary
Wśród ofiar znaleźni się m.in. biskup Moundou i Bonnie Barnes Pugh, żona ówczesnego ambasadora Stanów Zjednoczonych w Czadzie.
| Państwo                      | Pasażerowie | Załoga | Razem |
| ---------------------------- | ----------- | ------ | ----- |
| Francja                      | 40          | 14     | 54    |
| Ludowa Republika Konga       | 48          | –      | 48    |
| Czad                         | 25          | –      | 25    |
| Włochy                       | 9           | –      | 9     |
| Stany Zjednoczone            | 7           | –      | 7     |
| Kamerun                      | 5           | –      | 5     |
| Wielka Brytania              | 4           | –      | 4     |
| Zair                         | 3           | –      | 3     |
| Kanada                       | 3           | –      | 3     |
| Republika Środkowoafrykańska | 2           | –      | 2     |
| Mali                         | 2           | –      | 2     |
| Szwajcaria                   | 2           | –      | 2     |
| Algieria                     | 1           | –      | 1     |
| Belgia                       | 1           | –      | 1     |
| Boliwia                      | 1           | –      | 1     |
| Grecja                       | 1           | –      | 1     |
| Maroko                       | 1           | –      | 1     |
| Senegal                      | 1           | –      | 1     |
| Razem:                       | 156         | 14     | 170   |

## Dochodzenie
Komisja śledcza Organizacji Międzynarodowego Lotnictwa Cywilnego ustaliła, że bomba umieszczona w przednim luku bagażowym spowodowała zniszczenie samolotu. Początkowe spekulacje na temat tego, które grupy mogły być odpowiedzialne za zniszczenie lotu UTA 772, skupiały się na Islamskim Dżihadzie, który szybko przyznał się do odpowiedzialności za atak.
Francja uzyskała przyznanie się do winy od osoby, która twierdziła, że była zamieszana. Doprowadziło to do oskarżenia i osądzenia zaocznie sześciu Libijczyków. Jedną z osób oskarżonych był szwagier Muammara Kadafiego i zastępca szefa libijskiego wywiadu.
Motywem miał być odwet za francuskie wsparcie Czadu w konflikcie czadyjsko-libijskim (1978–1987).